# Scapino
Scapino é uma maschera da commedia dell'arte, derivada de Brighella, com a qual ele se assemelha.
Representa o servo trapaceiro, astuto e covarde: o nome de Scapino, originalmente chamado de Scappino, na verdade deriva do verbo scappare ("fugir" em italiano), e indica o hábito constante do personagem de escolher a fuga como a solução mais simples e rápida em todos os casos de perigo. Com este nome já aparece no drama Don Gastone di Moncada de Giacinto Andrea Cicognini, escrito na primeira metade do século XVII. O personagem de Cicognini tem características próprias, tiradas em parte do gracioso servo da comédia espanhola, já que não é tão covarde nem tão inteligente quanto a maschera de mesmo nome.
Apresentado na França no século XVII pelo famoso ator cômico Francesco Gabrielli, Scapino, com sua vivacidade, conquistou imediatamente o gosto dos parisienses. Molière tomou-o como modelo para a comédia Les Fourberies de Scapin, e renovou o caráter da máscara, enriquecendo-a com uma astúcia mais refinada e uma imaginação inesgotável.
O traje de Scapino, que até a primeira metade do século XVII era o tradicional dos Zanni, tornou-se então semelhante ao de Brighella, com listras verdes e brancas com alamares pretos.